# PRIDE.29
PRIDE.29 SURVIVAL（プライド・トゥウェンティナイン サヴァイヴァル）は、日本の総合格闘技イベント「PRIDE」の大会の一つ。2005年（平成17年）2月20日、埼玉県さいたま市のさいたまスーパーアリーナで開催された。海外PPVでの大会名は「PRIDE 29: Fists of Fire」。

## 大会概要
ミルコ・クロコップは、弟子のケビン・ランデルマンのリベンジに燃えるマーク・コールマンにTKO勝ち。
田村潔司の試合終了後、桜庭和志が花道を引き揚げていく田村にリングエプロンから「4月（PRIDE GRANDPRIX 2005 開幕戦）に僕と試合をしてください。」と対戦要求を行った。
キャリア5戦無敗のファブリシオ・ヴェウドゥムがPRIDEデビュー。

## 試合結果
第1試合 ミドル級ワンマッチ 1R10分、2・3R5分
○  マリオ・スペーヒー vs.  横井宏考 ×
1R 9:08 TKO（レフェリーストップ：グラウンドの膝蹴り）
第2試合 ヘビー級ワンマッチ 1R10分、2・3R5分
○  ファブリシオ・ヴェウドゥム vs.  トム・エリクソン ×
1R 5:41 スリーパーホールド
第3試合 ミドル級ワンマッチ 1R10分、2・3R5分
○  マウリシオ・ショーグン vs.  金原弘光 ×
1R 1:40 TKO（レフェリーストップ：サッカーボールキック）
第4試合 ミドル級ワンマッチ 1R10分、2・3R5分
○  イゴール・ボブチャンチン vs.  高橋義生 ×
1R 1:10 KO（右フック）
第5試合 ミドル級ワンマッチ 1R10分、2・3R5分
○  中村和裕 vs.  ステファン・レコ ×
1R 0:55 TKO（レフェリーストップ：パウンド）
第6試合 ヘビー級ワンマッチ 1R10分、2・3R5分
○  セルゲイ・ハリトーノフ vs.  チェ・ム・ベ ×
1R 3:23 TKO（レフェリーストップ：スタンドパンチ連打）
第7試合 ミドル級ワンマッチ 1R10分、2・3R5分
○  田村潔司 vs.  アリエフ・マックモド ×
1R 5:06 TKO（タオル投入：棄権）
第8試合 ミドル級ワンマッチ 1R10分、2・3R5分
○  アントニオ・ホジェリオ・ノゲイラ vs.  アリスター・オーフレイム ×
3R終了 判定3-0
第9試合 ミドル級ワンマッチ 1R10分、2・3R5分
○  クイントン・"ランペイジ"・ジャクソン vs.  ムリーロ・ニンジャ ×
3R終了 判定2-1
第10試合 ヘビー級ワンマッチ 1R10分、2・3R5分
○  ミルコ・クロコップ vs.  マーク・コールマン ×
1R 3:42 TKO（レフェリーストップ：スタンドパンチ連打）